# Belica (obwód Chaskowo)
Belica (bułg. Белица) – wieś w południowej Bułgarii, znajdująca się w obwodzie Chaskowo, w gmienie Lubimec.